# Edificio Colonial Mutual Life
L'Edificio Colonial Mutual Life (in inglese: Colonial Mutual Life Building) è uno storico edificio di Hobart in Tasmania.

## Storia
L'edificio venne eretto nel 1936 secondo il progetto dello studio Hennesy & Hennesy di Sydney.

## Descrizione
Il palazzo occupa un lotto d'angolo nel centro di Hobart all'incrocio tra la Elizabeth Street e la Macquarie Street nei pressi del Municipio di Hobart. Esempio di classicismo spogliato, presenta ciononostante anche elementi neogotici e Art déco.